# Walter Schiejok
Walter Schiejok (* 16. Mai 1942) ist ein pensionierter österreichischer ORF-Journalist und Fernsehmoderator, der vor allem durch seine Bürgerservice-Sendungen „Wir“, „Argumente“ und „Konflikte – Bürger kämpfen um ihr Recht“ bekannt geworden ist, mit denen er sich den Ruf als „Anwalt des kleinen Mannes“ erarbeitet hat: Nach einer Umfrage des Linzer Market-Instituts trauten zwei Drittel der Österreicher vor allem ihm und seiner Sendung „Argumente“ das Aufspüren von Missständen zu.

## Karriere
Sein besonderes Ansehen errang Schiejok vor allem als Moderator der Bürgerrechtssendung „Konflikte - Bürger kämpfen um ihr Recht“, die zwischen 19. Jänner 1992 und 15. Dezember 2001 zehn Jahre lang wöchentlich ausgestrahlt wurde und zuletzt ein TV-Stammpublikum von rund 413.000 Zuschauern hatte und wesentlich zur Verbesserung des Umganges der Obrigkeit (Ämter, Behörden, Ministerien, Staatsbetriebe wie Bahn sowie Post- und Telegraphenverwaltung) mit den Staatsbürgern beigetragen hat, weil erstere fürchten mussten, dass sich letztere mit Erfolg an „Konflikte“ und die mediale Öffentlichkeit wenden.

„Wie wichtig die Sendung „Konflikte“ von Walter Schiejok und das Aufzeigen von oft gesetzlich gedeckten Ungerechtigkeiten ist, zeigte am Sonntag abend wieder einmal der Fall des Lehrmädchens Petra, das jetzt für die Jugendsünden seiner Mutter büßen soll: Petra, die bei Pflegeeltern lebt und gerade 18 geworden ist, soll nämlich die Kosten für die seinerzeitigen Vaterschaftsprozesse ersetzen. Denn keiner der von ihrer Mutter damals angegebenen vier Männer ist tatsächlich Petras Vater, einer von ihnen fordert jetzt Tausende Schilling an Anwaltskosten und Kosten der Bluttests von Petra zurück. So kommen schuldlose Kinder zum Handkuß, obwohl Politiker zugeben, daß hier eine Lücke im Gesetz klafft. Denn die Mutter kann von Rechts wegen nicht zur Kasse gebeten werden, sie fungiert in einem Vaterschaftsprozeß, in dem ja das Kind laut Gesetz als Kläger auftritt, nur als Zeugin. Verliert ein Kläger den Prozeß, hat der Gegner, in diesem Fall der von einem Beamten als „Nichtvater“ bezeichnete Mann, einen Anspruch darauf, seine Kosten ersetzt zu bekommen. Es ist traurig genug, daß es erst einer „Konflikte“-Sendung bedarf, damit der Gesetzgeber vielleicht irgendwann solche gesetzlichen Fallen korrigiert.“

Schiejoks Popularität und Ruf als „Anwalt des kleinen Mannes“ war ausschlaggebend, dass ihn der damalige ORF-TV-Informationsintendant Johannes Kunz als Moderator für die umstrittene ORF-TV-Sendung „Europa-Forum“ ausgewählt hat, in der im Vorfeld der Volksabstimmung über Österreichs EU-Beitritt EU-Befürworter und -Gegner an fünf TV-Hauptabenden zwischen 20:15 und 22:00 Uhr über die Vor- und Nachteile eines allfälligen EU-Beitrittes diskutiert haben.
Am 6. März 1995 startete der ORF die werktägliche Live-Talkshow „Schiejok täglich“, deren eilige Produktion nicht immer die von Schiejok und seinem Team gewohnten Qualitätsstandards halten konnte. Nach rund 500 Sendungen wurde diese am 19. Dezember 1997 zum letzten Mal ausgestrahlt.
Walter Schiejok beschäftigte sich während seiner ORF-Tätigkeit auch mit der Problematik der Mobilität. In mehreren Publikationen stellte er die Frage nach der Zukunft des Automobils. In den Sendungen der Reihe Mobilität 2000 griffen Schiejok und sein Team, Franz Robert Billisich, Peter Grundei, Andreas Leitner, Gilbert Brandl u. a. die Thematik der Elektro-Antriebe auf. Sie berichteten über die Anfänge der GPS-Navigation und stellten ausgewählte Automodelle als Erste vor.

## TV-Sendungen
- „Argumente“
- „Bürgerforum“
- „Europa-Forum“ (1994)
- „Konflikte – Bürger kämpfen um ihr Recht“ (19. Jänner 1992 – 15. Dezember 2001)
- „Motorama“ (1972)
- „Schiejok täglich“ (6. März 1995 bis 19. Dezember 1997)
- „Stop“, Das ORF-Verkehrsmagazin (1974)
- „Vorrang“
- „WIR“, Vorabendmagazin